# Andrée Mégard
Pour les articles homonymes, voir Mégard.
Andrée Mégard, nom de scène de Marie Adélaïde Alexandrine Chamonal, née à Saint-Amour dans le département du Jura le 23 avril 1866 et morte dans cette même commune le 22 novembre 1952, est une actrice française et égérie de la maison Redfern.
Elle joue sur la scène parisienne de 1895 à 1925, apparaissant dans des spectacles comprenant des tragédies shakepeariennes « accessible à tous », des comédies et des pièces de théâtre dirigées par son mari, Firmin Gémier.

## Biographie

### Jeunesse
Marie Adélaïde Alexandrine Chamonal est née le 23 avril 1866, à Saint-Amour, dans le Jura. Elle est la fille de Jules Chamonal et de Marie Rose Florentine Mégard. Ses parents sont des « paysans aisés » qui la mette en apprentissage chez une tante qui tient une épicerie ; elle s'enfuit de chez la tante à quinze ans et arrive seule à Paris, ou selon les versions, elle est envoyée chez un oncle à Chalon-sur-Saône, qui la met au couvent. À Paris, elle travaille aux magasins du Printemps, où elle est affectée au collage des étiquettes. Mégard travaille comme modèle à Paris, en particulier pour le peintre Auguste Toulmouche.

### Carrière
Refusée au conservatoire elle joue à Bruxelles. Elle est l'élève de Marie Samary.
Engagée au Palais-Royal, elle y crée Le Paradis en 1895, Le Dindon en 1896, puis joue Snob à la Renaissance et Marraine au Gymnase. Elle passe au Vaudeville en 1898 pour les créations de Zaza et Georgette Lemeunier. Au cours de la saison 1900, elle joue Éducation de Prince aux Variétés, et le rôle de Virginie dans L'Assommoir à la Porte- Saint-Martin, et en 1901, elle est de nouveau au Gymnase pour Les Amants de Sazy et Le Prestige. Lorsque Firmin Gémier prend la direction de la Renaissance, il lui fait interpréter L'Ecolière, Le Voile du Bonheur en 1901. Le 14 juillet, Le Cœur a ses raisons en 1902. En 1903, elle crée La Rabouilleuse à l'Odéon, Le Retour de Jérusalem au Gymnase.
Au cours des années suivantes, elle joue, en 1904, La Bâillonnée à l'Ambigu; en 1905, Thérèse Raquin à l'Odéon, Ces Messieurs au Gymnase et en tournée dans les grandes villes de France; en 1906, Sacha au Gymnase, La plus Amoureuse au Vaudeville; en 1907, Anna Karénine et Cœur à Cœur au théâtre Antoine ; en 1908, La Femme nue, L'Oiseau blessé à la Renaissance; en 1909, Suzette au Vaudeville. Pendant deux saisons, elle joue au théâtre Antoine L'Ange Gardien, La Bête en 1910, Marie Victoire, Le Bonheur en 1911, et passe à la Porte-Saint-Martin pour Le Chandelier et Roxane, dans une reprise de Cyrano de Bergerac d'Edmond Rostand, en 1913, alors qu'elle a une liaison avec Rostand lui-même. En 1914, elle interprète La Danse devant le Miroir au Nouvel-Ambigu.
En 1908, elle s'assomme sur scène et perd connaissance au théâtre Antoine.
Andrée Mégard rapporte dans son autobiographie que pendant la première guerre mondiale, elle s’était portée comme infirmière bénévole et que nombre de ses costumes ont été mis en charpie pour procurer des substituts de pansements aux blessés.
Elle rentre au théâtre, en 1915, dans Les Huns et les Autres au théâtre Antoine, et, sur cette même scène, elle joue, en 1916, Anna Karénine et Une Amie d'Amérique; en 1917, Le Marchand de Venise ; en 1918, Antoine et Cléopâtre ; en 1920, Kœnigsmark ; en 1921, La Maison de l'homme. Entre-temps, elle crée Œdipe au Cirque d'Hiver et en 1922 L'Autre Fils au théâtre des Arts.
En 1915, Jean Cocteau écrit une transcription du Songe d’une nuit d’été, devant être joué au cirque Medrano, avec des membres de la troupe de Gémier avec André Mégard dans le rôle d'Hélène, mais le projet n'aboutit pas,.
En 1928, elle administre le théâtre Antoine et choisit René Rocher comme directeur.

### Icône de la mode

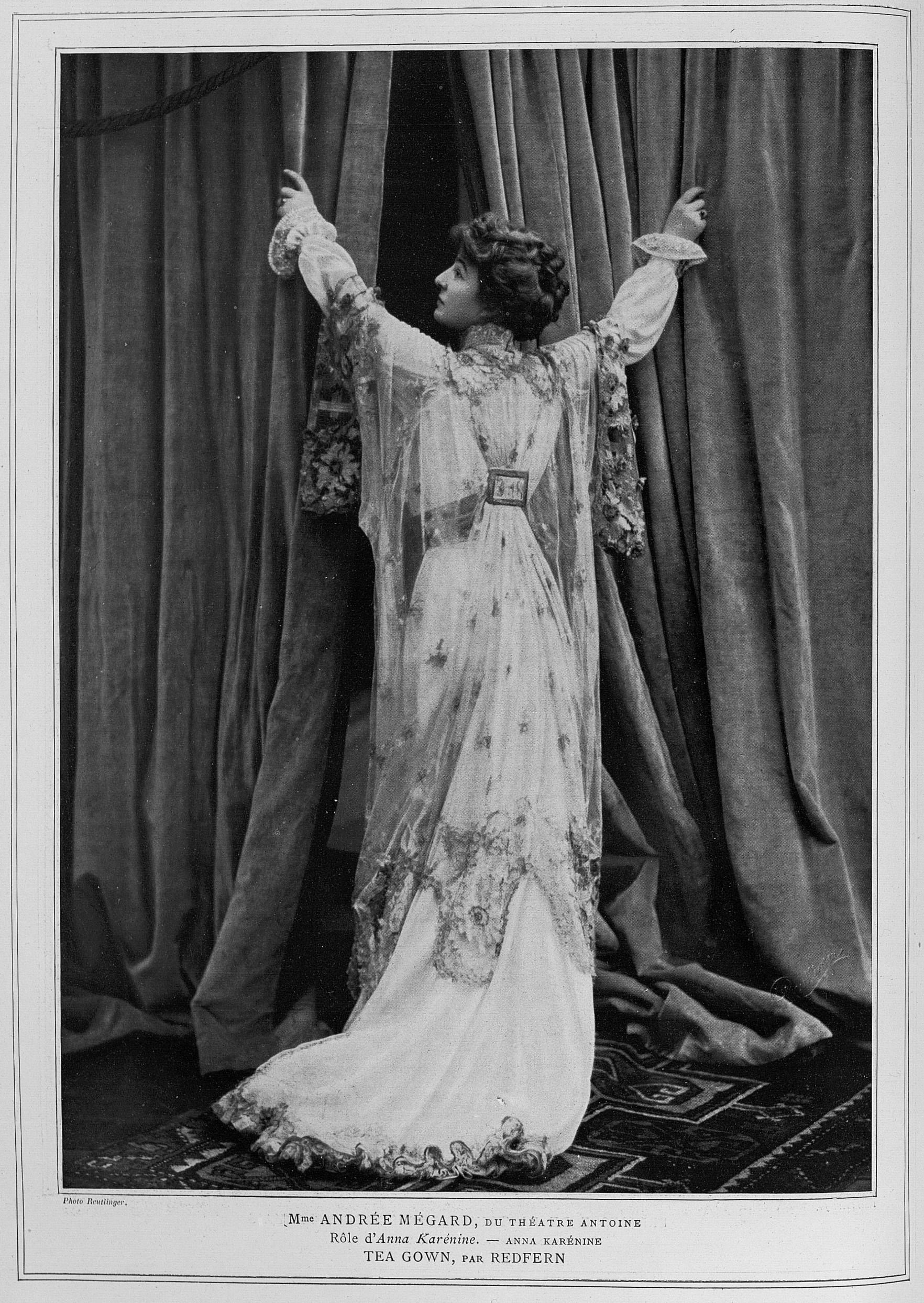
Mégard posant pour montrer le dos d'une robe de thé Redfern avec une veste brodée transparente, portée lorsqu'elle jouait Anna Karénine, 1907.

Mégard est décrite comme « grande, gracieuse et distinguée ». Ses coiffures et les dessins de ses costumes, chapeaux et robes sont décrits en détail dans la presse spécialisée française et internationale,,, souvent avec des photographies ou des dessins montrant leurs caractéristiques,,. Elle est surtout connue pour porter les créations de la maison de couture anglaise Redfern. Un écrivain new-yorkais déclare en 1906 à propos de la scène parisienne que « même les critiques eux-mêmes, dédaigneux des pièces qu'ils ont eu à commenter, tournent leur plume habile vers la question des vêtements ». « Madame Mégard est depuis de nombreuses années l'une des beautés reconnues de la scène française, et à ce titre a remporté plus d'un succès de jolie femme », commente un écrivain londonien en 1907, « mais ce n'est que récemment que son pouvoir d'actrice a été pleinement réalisée ».

### Vie privée
Andrée Mégard épouse le 4 février 1903 à Paris dans le 9e arrondissement, l'acteur et réalisateur Firmin Tonnerre dit Firmin Gémier,. Elle est une conductrice enthousiaste en 1909 ; « Il n'y a plus de « chauffeuse » intrépide sur les routes blanches de France », note un rapport, après qu'elle et sa sœur soient blessées dans un accident de la route en Bretagne. Andrée Mégard meurt le 22 novembre 1952 dans sa commune de naissance à Saint-Amour.

## Théâtre

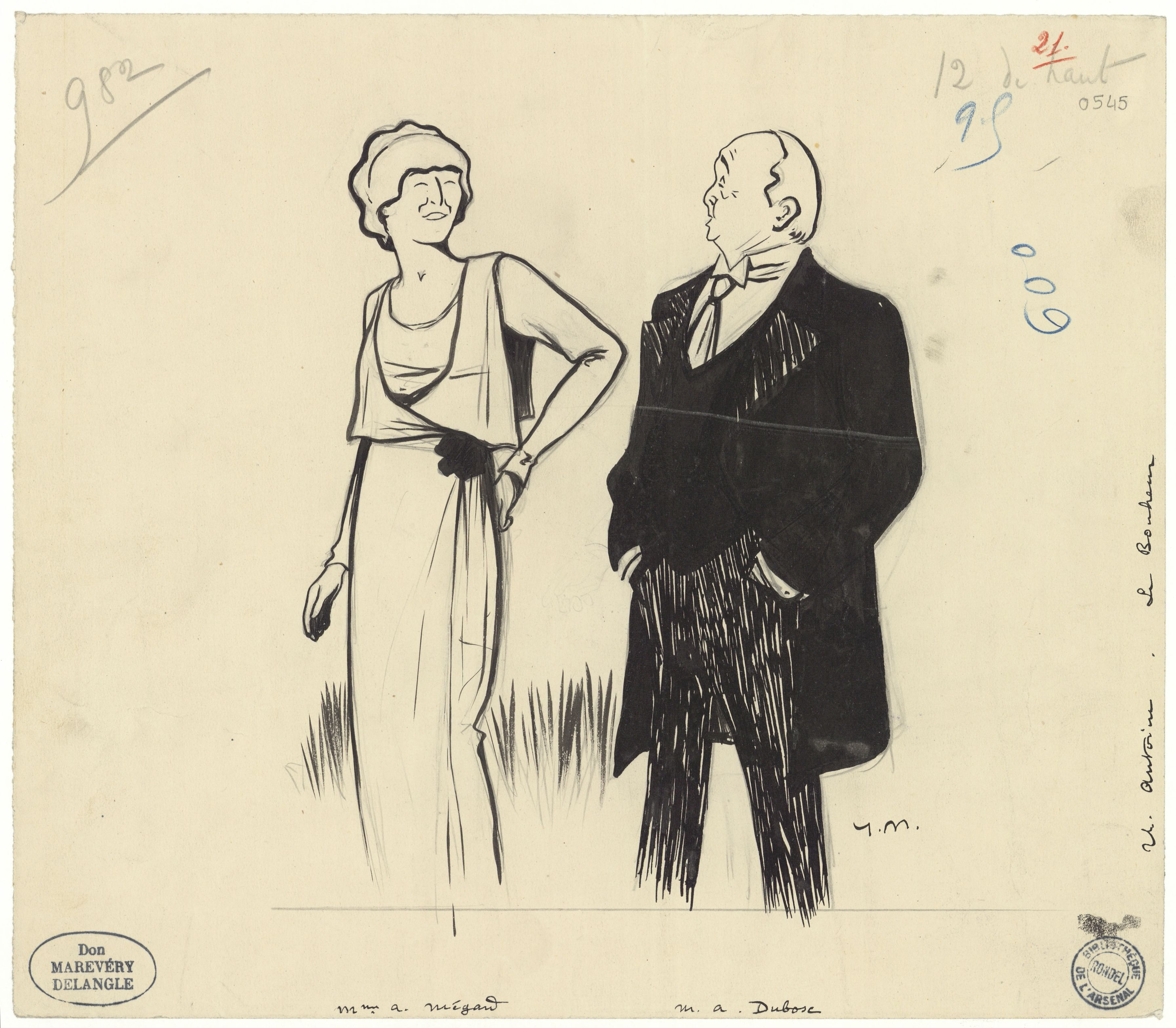
André Dubosc et Andrée Mégard dans Le bonheur d'Albert Guinon, dessin de Yves Marevéry

- 1895 : Leur Bonheur, d'Eugène Héros et Georges Mathieu, au Palais-Royal, 3 mars[30].
- 1896 : Le Dindon, de Georges Feydau, au Palais-Royal, 8 février, Clotilde[31].
- 1897 : Snob, de Gustave Guiches, au théâtre de la Renaissance, 5 avril, Duchesse de Malmont[32]
- 1897 : Les Trois Filles de Monsieur Dupont, d’Eugène Brieux, au Gymnase-Dramatique, 8 octobre, Angèle[33].
- 1898 : Mariage Bourgeois, d'Alfred Capus, au Gymnase-Dramatique, 5 mars, Hortense[34].
- 1898 : Zaza, de Pierre Berton et Charles Simon, théâtre du Vaudeville, 12 mai, Florianne[35].
- 1898 : Marianne, d’Ambroise Janvier, au Gymnase-Dramatique, 12 octobre, Julia Dubourg[36].
- 1898 : Georgette Lemeunier, de Maurice Donnay, théâtre du Vaudeville,15 décembre, Thérese Sourette[37].
- 1900 : Éducation de Prince, de Maurice Donnay, au Gymnase-Dramatique, 17 mars, Raymonde[38].
- 1901 : Domaine, de Lucien Bernard, au théâtre du Gymnase, 14 février, Elisabeth de Marbois-Grandchamp[39].
- 1901 : Les Amants de Sazy, de Romain Coolus, au théâtre du Gymnase, 13 mars, Sazy[40].
- 1901 : Prestige, d’Ambroise Janvier, au théâtre du Gymnase, 21 mai, Hélène Sterck[41].
- 1901 : L'Ecolière, de Jean Jullien, au théâtre de la Renaissance, 30 septembre, Noémie Lambert[42].
- 1901 : Le Voile du Bonheur, de Georges Clemenceau, au théâtre de la Renaissance, 4 novembre, Si-Tchun[43].
- 1901 : Une blanche, de Lucien Gleize, au théâtre de la Renaissance, 21 novembre, Cora[44].
- 1902 : Stella, de Jules Case et Eugène Morel, au théâtre de la Renaissance, 25 janvier, Stella Lemilan[45].
- 1902 : Le Cœur a ses Raisons, de Robert de Flers et Gaston de Cavaillet, au théâtre de la Renaissance, 13 mai, Françoise[46].
- 1903 : La Rabouilleuse, d'Émile Fabre, d'après Balzac, au théâtre national de l'Odéon, 11 mars, Flore Brazier[47].
- 1903 : Le Retour de Jérusalem, de Maurice Donnay, au théâtre du Gymnase, 3 décembre, Suzanne Aubier[48].
- 1904 : La Bâillonnée, de Pierre Decourcelle et Paul Rouget au théâtre de l'Ambigu-Comique, 30 mars, Pauline de Revel[49].
- 1905 : Le patrimoine, d’Ambroise Janvier, au théâtre national de l'Odéon, 12 janvier, Mme Williams[50].
- 1905 : Thérèse Raquin, d’Émile Zola, au théâtre national de l'Odéon, 8 février, Thérèse Raquin[51].
- 1905 : Ces Messieurs, de Georges Ancey, au théâtre de la Renaissance, 2 juin, Henriette[52].
- 1906 : Sacha, de Régine Martial, au théâtre du Gymnase, 5 mars, Mania Lüdorf[53].
- 1906 : La plus Amoureuse, de Lucien Besnard, au théâtre du Vaudeville, 3 octobre, Marthe Mareil[54].
- 1907 : Anna Karénine, adaptation d'Edmond Guiraud d'après Tolstoï, au théâtre Antoine, 30 janvier, Anna Karénine[55].
- 1908 : La Femme nue, d'Henry Bataille, au théâtre de la Renaissance, 27 février, Princesse de Chabron[56].
- 1908 : L'Oiseau blessé, d'Alfred Capus, au théâtre de la Renaissance, 9 décembre, Madeleine Salvière[57].
- 1909 : Suzette, d’Eugène Brieux, au théâtre du vaudeville, 28 septembre, Régine[58].
- 1910: L'Ange gardien, d’André Picard, au théâtre Antoine, 19 janvier, Thérèse Duvigneau[59].
- 1910 :La Bête,  d’Edmond Fleg, au théâtre Antoine, 4 mars, Lucienne[60],[61].
- 1911 : Marie Victoire, d'Edmond Guiraud, au théâtre Antoine, 7 avril, Marie de Lanjallay[62],[63].
- 1911 : Le Bonheur, d'Albert Guinon, au théâtre Antoine, 3 novembre, Colette[64].
- 1912 : Le Feu de la Saint-Jean, de Franz Fonson et Fernand Wicheler, au théâtre de la Renaissance, 21 mai, Madeleine[65].
- 1912 : Une Affaire en or, de Marcel Gerbidon, au théâtre de la Renaissance, 15 octobre, Geramine Lesage[66].
- 1913 :  Cyrano de Bergerac d'Edmond Rostand, reprise au théâtre de la Porte Saint-Martin, 15 mars, Roxane[67].
- 1914 : La Danse devant le miroir, de François de Curel, au théâtre de l'Ambigu, 17 janvier, Louise[68].
- 1915 : Les Huns et les autres, revue de Lucien Boyer et Dominique Bonnaud, au théâtre de l'Ambigu, 20 février[69].
- 1916 : Anna Karénine, adaptation d'Edmond Guiraud d'après Tolstoï, au théâtre de la Porte Saint-Martin, 19 janvier, Anna Karénine[70].
- 1916 : Une Amie d'Amérique, de Joris d'Hanswyck et Pierre De Wattyne, au théâtre Antoine, 16 octobre, Maur Bewrett[71].
- 1920 : Kœnigsmark, de Benno Vigny, d'après Pierre Benoit, au théâtre Antoine, 23 novembre, La grand duchesse Aurore[72].
- 1920 : Œdipe, roi de Thèbes, de Saint-Georges de Bouhélier, au Cirque d'Hiver, Jocaste[73].
- 1920 : Les Milles et une nuits, de Maurice Verne, au théâtre des Champs-Élysées, Schérazade[74].
- 1921 : La Maison de l'homme, de Victor Margueritte, au théâtre Antoine, 16 novembre, Etiennette[75].
- 1921 : L'Autre fils, de Pierre Decourcelle, au théâtre des Arts, 31 décembre, Mme Fougeret[76].
- 1923 : Madame La Sociétaire, de Pierre Maudru, au théâtre de l'Odéon, Juliette Lebailly[77].
- 1923 : Fauteuil 47, de Louis Verneuil, au théâtre Antoine, 6 octobre, Gilberte Boulanger.
- 1925 : Le Rosaire, d'André Bisson, d'après Florence L. Barclay, au théâtre de l'Odéon, 13 novembre, Jane Campbell[78].

## Filmographie
Elle apparait dans un film muet, La Tour de Nesle en 1909.